# Pancovia holtzii
Pancovia holtzii är en kinesträdsväxtart. Pancovia holtzii ingår i släktet Pancovia och familjen kinesträdsväxter.

## Underarter
Arten delas in i följande underarter:
- P. h. faulknerae
- P. h. holtzii